# Liste der Kulturdenkmale in Erlbach (Colditz)
In der Liste der Kulturdenkmale in Erlbach sind die Kulturdenkmale des Colditzer Ortsteils Erlbach verzeichnet, die bis Mai 2024 vom Landesamt für Denkmalpflege Sachsen erfasst wurden (ohne archäologische Kulturdenkmale). Die Anmerkungen sind zu beachten.
Diese Aufzählung ist eine Teilmenge der Liste der Kulturdenkmale in Colditz.

## Erlbach
| Bild                                    | Bezeichnung                                                                                        | Lage                                     | Datierung | Beschreibung | ID       |
| --------------------------------------- | -------------------------------------------------------------------------------------------------- | ---------------------------------------- | --- | --- | -------- |
| Direkt Bild zu diesem Denkmal hochladen | Häuslerhaus                                                                                        | Bachstraße 1 (Karte)                     | Mitte 19. Jahrhundert | Fachwerkbau, bau- und sozialgeschichtlich von Bedeutung. Erdgeschoss und Giebel massiv, Fenster mit Holzgewänden, Obergeschoss Fachwerk, Satteldach, fast gänzlich alte Fenster. | 08970855 |
| Direkt Bild zu diesem Denkmal hochladen | Wohnstallhaus und Scheune eines Dreiseithofes, vor Wohnhaus Heiste                                 | Bachstraße 3 (Karte)                     | Bezeichnet mit 1826 | Landschaftstypische Fachwerkbauten, heimat- und baugeschichtlich von Bedeutung. - Wohnstallhaus: Erdgeschoss massiv, Gewände in Porphyrtuff, besonders schön die Türen – Flachbogen mit Schlussstein „B 1826“, Obergeschoss Fachwerk, Giebel verschiefert - Scheune: zweitorig, Fachwerk, Stallteil und Giebel massiv, Satteldach mit Dachhäuschen, Bedeutung für die Kulturlandschaft - Seitengebäude (Abbruch vor 2012): Fachwerk mit Lehm- und Ziegelausfachung, Satteldach | 08970856 |
| Direkt Bild zu diesem Denkmal hochladen | Wohnstallhaus und Auszugshaus eines Bauernhofes                                                    | Eisberg 3 (Karte)                        | 1856 (Auszugshaus); 1859 (Wohnstallhaus)                                                                                              | Wohnhaus landschaftstypischer Fachwerkbau, Auszugshaus teils verputzter Massivbau, teils Fachwerk, heimat- und baugeschichtlich von Bedeutung. - Wohnstallhaus: Erdgeschoss massiv, Porphyrtuffgewände, Obergeschoss Fachwerk, Türverdachung mit Inschrift „18 H. T. Reiche 59.“, bezeichnet wahrscheinlich Umbau, Satteldach mit Schiefereindeckung, im Innern Teile des späten 19. Jahrhunderts - Auszugshaus: Wohnteil vollständig massiv, Porphyrtuffgewände, Türverdachung mit Inschrift „H. T. Reiche 1856“, Stall, Remise und Speicher teils massiv, teils Fachwerk, Satteldach Die Gebäude in hervorragendem Originalzustand (u. a. historische Farbfassungen im Innern), singuläre Bedeutung für die Kulturlandschaft.                                                   | 08971102 |
| Direkt Bild zu diesem Denkmal hochladen | Seitengebäude eines Vierseithofes                                                                  | Geringswalder Straße 3 (Karte)           | Mitte 19. Jahrhundert | Zeit- und landschaftstypischer Fachwerkbau, heimat- und baugeschichtliche Bedeutung. Pferdestall mit Auszugswohnung, Erdgeschoss massiv in Bruchstein, Porphyrtuffgewände, Obergeschoss Fachwerk mit Lehmausstakung, Krüppelwalmdach, Bedeutung für die Kulturlandschaft, in gutem Originalzustand. | 08970846 |
| Direkt Bild zu diesem Denkmal hochladen | Wohnstallhaus, Auszüglerhaus, zwei Scheunen sowie Göpelbahn und Hofpflasterung eines Vierseithofes | Hasenwinkel 9 (Karte)                    | 1836 (Wohnstallhaus); 1904/1910 (Auszüglerhaus und zwei Scheunen)                                                                     | Teils Fachwerk-, teils Massivbauten, heimat- und baugeschichtlich von Bedeutung. - Wohnstallhaus: Erdgeschoss massiv, Gewände Porphyrtuff, Obergeschoss Fachwerk, Krüppelwalmdach, jüngerer Verputz - Auszüglerhaus: zweigeschossig, massiv, Gewände aus Rochlitzer Porphyrtuff, Satteldach - Scheunen: massive Untergeschosse in Bruchstein, Obergeschosse Fachwerk, Giebel massiv, Satteldächer Zeugnisse vergangener bäuerlicher Bau- und Lebensweise. | 08970845 |
| Direkt Bild zu diesem Denkmal hochladen | Zwei Brücken                                                                                       | Mühlental (bei der Reichenmühle) (Karte) | 1865; 1868 | Naturstein-Bogenbrücken, technik- und verkehrsgeschichtlich von Bedeutung. Schiefergestein, Inschriften in den Schlusssteinen: CG 1865 und CG 1868. | 08971104 |
| Weitere Bilder                          | Scheune und Saalbau eines ehemaligen Mühlenanwesen (Rinnmühle)                                     | Mühlental 2, 3 (Karte)                   | Um 1900 (Saalanbau mit Wohn- und Wirtschaftsteil); 1923 (Scheune)                                                                     | Saal im Schweizerstil, Fachwerk- und Holzbauweise, Scheune oberer Teil verbrettert, Vorbau mit Uhrtürmchen im Heimatstil, heimat- und baugeschichtlich von Bedeutung. Mühlenstandort seit 1587 erstmals belegt, Mahl- und Schneidemühle, 1894 Brand der Rinnmühle, um 1900 beliebtes Ausflugsziel mit Gastwirtschaft und Tanzsaal (Saalbau), bis 1950 in Betrieb, 1999 Umbau zum Wohnhaus. Saalanbau Mühlental 2, Scheune Mühlental 3. - Saalbau mit Wohn- oder Wirtschaftsteil: Holz- und Fachwerkbauweise über Natursteinsockel, im sogenannten Schweizerstil - Scheune: unterer Teil massiv in Schiefergestein und Ziegel, Belüftungsschlitze, oberer Teil verbrettertes Holzwerk, Satteldach, charakteristischer Vorbau auf Stützen in Holz mit Uhrtürmchen, datiert mit 1923 | 08970829 |
| Direkt Bild zu diesem Denkmal hochladen | Wohnstallhaus eines ehemaligen Dreiseithofes                                                       | Querstraße 4 (Karte)                     | Um 1830 | Regionaltypischer Fachwerkbau, heimat- und baugeschichtlich von Bedeutung. Bedeutung für die Kulturlandschaft. - Wohnstallhaus: Erdgeschoss massiv in Naturstein und Ziegel, Obergeschoss in Fachwerk, Giebel verbrettert, Flachbogenportal mit Schlussstein und Fenstergewände in Porphyrtuff, Satteldach - Stallscheune: Fachwerk, Lehm- und Ziegelausfachung, ein Giebel massiv unterfahren, dort zwei Mühlräder vermauert, darüber verschiefert, Satteldach | 08970850 |
| Direkt Bild zu diesem Denkmal hochladen | Häuslerhaus                                                                                        | Talstraße 4 (Karte)                      | Um 1790 | Regionaltypischer Fachwerkbau, bau- und sozialgeschichtlich von Bedeutung. Erdgeschoss und Giebel massiv, Obergeschoss Fachwerk mit Verblattungen, Satteldach, rückwärtig Erweiterung, Erdgeschoss verändert und neu verputzt, jüngerer Eingangsvorbau, Bedeutung für die Kulturlandschaft. | 08971103 |
| Direkt Bild zu diesem Denkmal hochladen | Auszugshaus eines Bauernhofes                                                                      | Talstraße 11 (Karte)                     | Mitte 19. Jahrhundert | Fachwerkbau, bau- und sozialgeschichtlich von Bedeutung. Erdgeschoss massiv, Obergeschoss Fachwerk, Satteldach (ehemalige Anschrift: Talstraße 102). | 08970858 |
| Direkt Bild zu diesem Denkmal hochladen | Wohnstallhaus, Seitengebäude (Auszugshaus) und Scheune eines Dreiseithofes                         | Talstraße 14 (Karte)                     | Um 1820 | Ortsbildprägende Fachwerkbauten, heimat- und baugeschichtlich von Bedeutung. Fachwerkbauten, Wohnhäuser über massivem Erdgeschoss, Satteldächer, Auszugshaus mit Stallteil, Giebel des Auszugshauses zur Straße verschiefert, Zeugnisse bäuerlicher Lebensweise. | 08970857 |
| Direkt Bild zu diesem Denkmal hochladen | Wohnhaus, Seitengebäude und Scheune eines Dreiseithofes                                            | Talstraße 22 (Karte)                     | 1760 (nach Auskunft) | Regionaltypische und ortsbildprägende Fachwerkbauten, heimat- und baugeschichtlich von Bedeutung. Fachwerkbauten über massivem Erdgeschoss, Gewände in Porphyrtuff, alte Fenster, Krüppelwalmdächer, Scheune rückwärtig erweitert, Seitengebäude mit Wohnstuben, sehr authentisch erhaltene Hofanlage (ehemalige Anschrift: Talstraße 94). | 08970854 |
| Direkt Bild zu diesem Denkmal hochladen | Wohnstallhaus                                                                                      | Talstraße 27a (Karte)                    | Ende 18. Jahrhundert | Interessanter Fachwerkbau mit Kopfstreben und Thüringer-Leiter-Motiv, heimatgeschichtlich, bau- und hausgeschichtlich von Bedeutung. Erdgeschoss massiv, Tür mit Flachbogen und Schlussstein sowie Fenstergewände in Porphyrtuff, Obergeschoss Fachwerk – verblattete Kopfbänder, Satteldach mit Schiefereindeckung, rückwärtig Abseite, Bedeutung für die Kulturlandschaft (ehemalige Anschrift: Talstraße 91a). | 08970853 |
|                                         | Kirche mit Ausstattung, Kirchhof mit Einfriedung und Kriegerdenkmal auf dem Kirchhof               | Talstraße 33 (Karte)                     | Bezeichnet mit 1802 (Kirche); 1802 (Kirchenausstattung); 1889 (Orgel); bezeichnet mit 1902 (Kirchenfenster); um 1920 (Kriegerdenkmal) | Schlichter Saalbau in spätbarocken Formen, hoher Dachreiter, baugeschichtlich, kunstgeschichtlich, städtebaulich (ortsbildprägend) und ortsgeschichtlich von Bedeutung. - Kirche: hoher Rechteckbau mit Walmdach und mittlerem Dachreiter, doppelte Emporen; bedeutende Orgel von Friedrich Ladegast aus dem Jahr 1889, II. Manuale, 20 Register, mechanische Kegelladen - Kirchhofeinfriedung: Bruchsteinmauer - Denkmal für die Gefallenen des Ersten Weltkrieges (umgewidmet zu allgemeinerem Totengedächtnis): Kunststein, hoher Sockel, darauf Sarkophag mit Stahlhelm und Eichenkranz geschmückt | 08970851 |
| Direkt Bild zu diesem Denkmal hochladen | Häusleranwesen, bestehend aus Wohnhaus und angebautem Seitengebäude sowie Bergkeller               | Talstraße 38 (Karte)                     | Um 1820 | Regionaltypische Fachwerkbauten, heimat- und sozialgeschichtlich von Bedeutung. Erdgeschoss massiv, verputzt, Fenstergewände in Naturstein, Obergeschoss Fachwerk, Giebel verbrettert, Satteldach, Bedeutung für die Kulturlandschaft. | 08970852 |
| Direkt Bild zu diesem Denkmal hochladen | Wohnstallhaus und Seitengebäude eines Vierseithofes                                                | Talstraße 44 (Karte)                     | Um 1850 (Bauernhaus); um 1870 (Seitengebäude)                                                                                         | Wohnhaus ortsbildprägender Fachwerkbau, Pferdestall mit Kumthalle auf Porhyrtuffsäulen, Obergeschoss verkleidetes Fachwerk, Dachhaus, bau- und heimatgeschichtlich von Bedeutung. - Wohnstallhaus: Erdgeschoss und Giebel massiv, Obergeschoss Fachwerk, Satteldach, schöne Giebelgestaltung mit Okuli und laufendem Hund am Ortgang (ehemalige Anschrift: Talstraße 82, dann Wiesenweg 1) - Pferdestall: Mischmauerwerk – Ziegel und Bruchstein, Obergeschoss Fachwerk, Eternitverkleidung, Satteldach mit Dachhaus, Kummethalle mit Porphyrtuffsäulen | 08970849 |
| Direkt Bild zu diesem Denkmal hochladen | Häuslerhaus                                                                                        | Talstraße 47 (Karte)                     | 2. Hälfte 18. Jahrhundert | Fachwerkbau, eines der ältesten Gebäude des Ortes, heimat- und sozialgeschichtlich von Bedeutung. Zweigeschossig, Erdgeschoss massiv in Ziegel, Obergeschoss Fachwerk mit Lehmausstakung, Satteldach, weiter Traufüberstand, Bedeutung für die Kulturlandschaft (ehemalige Anschrift: Talstraße 72). | 08970848 |
| Direkt Bild zu diesem Denkmal hochladen | Ehemalige Stellmacherei, mit Bergkeller                                                            | Talstraße 52 (Karte)                     | 1. Hälfte 19. Jahrhundert | Fachwerkbau in ortsbildprägender Lage, orts- und baugeschichtliche Bedeutung. - Wohnhaus: zweigeschossig, Erdgeschoss massiv, Wohnteil mit Porphyrtuffgewänden, schöne gefelderte Haustür, Obergeschoss Fachwerk, Giebel verkleidet, Satteldach, rückwärtig Anbauten, Bergkeller (Naturstein, Tonne), ehemalige Anschrift: Talstraße 69 - Nebengebäude (Abbruch vor 2008): Fachwerk mit Lehmausstakung, Satteldach | 08970844 |
| Weitere Bilder                          | Brücke                                                                                             | Zum Mönchsweg (Karte)                    | Um 1850 | Naturstein-Bogenbrücke aus Bruchsteinmauerwerk, bau- und verkehrsgeschichtlich von Bedeutung | 08970859 |

## Tabellenlegende
- Bild: Bild des Kulturdenkmals, ggf. zusätzlich mit einem Link zu weiteren Fotos des Kulturdenkmals im Medienarchiv Wikimedia Commons. Wenn man auf das Kamerasymbol klickt, können Fotos zu Kulturdenkmalen aus dieser Liste hochgeladen werden:
- Bezeichnung: Denkmalgeschützte Objekte und ggf. Bauwerksname des Kulturdenkmals
- Lage: Straßenname und Hausnummer oder Flurstücknummer des Kulturdenkmals. Die Grundsortierung der Liste erfolgt nach dieser Adresse. Der Link (Karte) führt zu verschiedenen Kartendiensten mit der Position des Kulturdenkmals. Fehlt dieser Link, wurden die Koordinaten noch nicht eingetragen. Sind diese bekannt, können sie über ein Tool mit einer Kartenansicht einfach nachgetragen werden. In dieser Kartenansicht sind Kulturdenkmale ohne Koordinaten mit einem roten bzw. orangen Marker dargestellt und können durch Verschieben auf die richtige Position in der Karte mit Koordinaten versehen werden. Kulturdenkmale ohne Bild sind an einem blauen bzw. roten Marker erkennbar.
- Datierung: Baubeginn, Fertigstellung, Datum der Erstnennung oder grobe zeitliche Einordnung entsprechend des Eintrags in der sächsischen Denkmaldatenbank
- Beschreibung: Kurzcharakteristik des Kulturdenkmals entsprechend des Eintrags in der sächsischen Denkmaldatenbank, ggf. ergänzt durch die dort nur selten veröffentlichten Erfassungstexte oder zusätzliche Informationen
- ID: Vom Landesamt für Denkmalpflege Sachsen vergebene, das Kulturdenkmal eindeutig identifizierende Objekt-Nummer. Der Link führt zum PDF-Denkmaldokument des Landesamtes für Denkmalpflege Sachsen. Bei ehemaligen Kulturdenkmalen können die Objektnummern unbekannt sein und deshalb fehlen bzw. die Links von aus der Datenbank entfernten Objektnummern ins Leere führen. Ein ggf. vorhandenes Icon  führt zu den Angaben des Kulturdenkmals bei Wikidata.